# Kazimierz Leśniewski

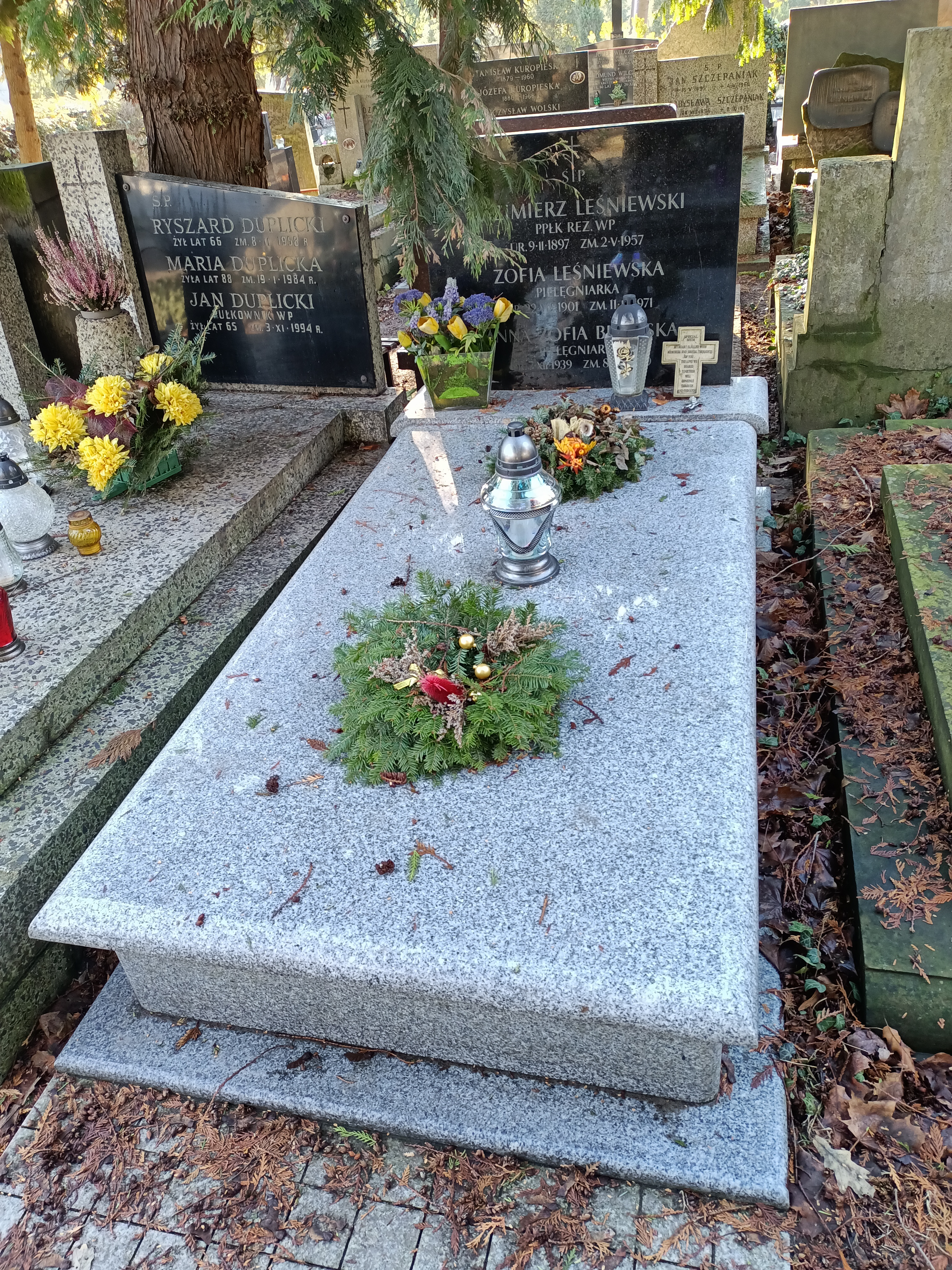
Grób Kazimierza Leśniewskiego na Cmentarzu Wojskowym na Powązkach

Kazimierz Leśniewski (ur. 28 października?/9 listopada 1897 w Warszawie, zm. 2 maja 1957 tamże) – major artylerii Wojska Polskiego, działacz niepodległościowy, kawaler Orderu Virtuti Militari.

## Życiorys
Urodził się 9 listopada 1897 w Warszawie, w rodzinie Józefa (1867–1921), generała porucznika Wojska Polskiego, i Heleny z Wróblewskich (1868–1920). Był młodszym bratem Adama (1896–1920), podporucznika artylerii Wojska Polskiego, pośmiertnie odznaczonego Orderem Virtuti Militari. Ukończył pięć klas Gimnazjum gen. Pawła Chrzanowskiego. W 1913 wyjechał z rodziną do Groznego, gdzie jego ojciec objął dowództwo 82 pułku piechoty. Tam kontynuował naukę w szkole realnej i zdał maturę.
1 lipca 1916 wstąpił do armii rosyjskiej na prawach wolontariusza (ros. Вольноопределяющийся). Walczył z Niemcami na froncie zachodnim w szeregach 2 Grenadierskiej Brygady Artylerii. 1 października 1917 zakończył służbę w armii rosyjskiej i wstąpił do I Korpusu Polskiego w Rosji. Pełnił służbę w sztabie 3 Dywizji Strzelców Polskich, którą dowodził jego ojciec, a następnie w oddziale konnych zwiadowców 11 pułk strzelców polskich. Po demobilizacji korpusu wrócił do Warszawy, a następnie zatrudnił się jako pracownik rolny na wsi pod Skierniewicami.
9 grudnia 1918 wstąpił do Wojska Polskiego. W latach 1921–1924 był odkomenderowany z macierzystego dywizjonu na studia w Wyższej Szkole Handlowej w Warszawie. W międzyczasie (3 maja 1922) został zweryfikowany w stopniu porucznika ze starszeństwem od 1 czerwca 1919 i 161. lokatą w korpusie oficerów artylerii. W 1923 otrzymał półdyplom Wyższej Szkoły Handlowej. W następnym roku wrócił do 1 dak, w którym pełnił obowiązki adiutanta i dowodził baterią. 31 marca 1924 prezydent RP nadał mu stopień kapitana ze starszeństwem z dnia 1 lipca 1923 i 117. lokatą w korpusie oficerów artylerii. Z dniem 30 września 1928 został przeniesiony do kadry oficerów artylerii z równoczesnym przeniesieniem służbowym Szkoły Podchorążych Rezerwy Artylerii we Włodzimierzu Wołyńskim na stanowisko instruktora baterii artylerii konnej. W grudniu 1932 został przeniesiony do 26 pułku artylerii lekkiej w Skierniewicach, w czerwcu następnego roku do 23 Dywizji Piechoty w Katowicach na stanowisko II oficera sztabu, a w lutym 1934 do Zapasu Młodych Koni w Jarosławiu na stanowisko zastępcy zarządcy zapasu. W latach 1935–1939 pełnił służbę w Komisji Remontowej nr 1 w Warszawie na stanowisku zastępcy przewodniczącego komisji. Na stopień majora został awansowany ze starszeństwem z 19 marca 1939 i 3. lokatą w korpusie oficerów artylerii.
Od 7 września 1939 przebywał w Ośrodku Zapasowym Artylerii Konnej nr 1 w Mińsku Mazowieckim, bez określonego przydziału. Od 15 września w Grupie gen. Leona Billewicza. 20 września 1939 przekroczył granicę i został internowany na terytorium Królestwa Węgier. Od 15 grudnia 1944 przebywał w niewoli niemieckiej, początkowo w Stalagu XVII A, a później w Oflagu III A Luckenwalde. 26 czerwca 1945, po uwolnieniu z niewoli, wrócił do Warszawy. 4 lipca został zrehabilitowany w Departamencie Personalnym MON, a następnego dnia zarejestrował w Rejonowej Komendzie Uzupełnień Warszawa Praga. 31 lipca 1945 został zmobilizowany i skierowany do Departamentu Poboru i Uzupełnień MON, w celu objęcia służby w Referacie IV Remontu Koni. Zmarł 2 maja 1957 w Warszawie i został pochowany na Cmentarzu Wojskowym na Powązkach (kwatera A29, rząd 3, grób 27).
Był żonaty z Zofią Antoniną z Zawadzkich (1901–1971), z którą miał dwie córki: Teresę (ur. 29 sierpnia 1929) i Annę Zofię (1939–2009), po mężu Bujalską.

## Ordery i odznaczenia
- Krzyż Srebrny Orderu Wojskowego Virtuti Militari nr 3092 – 3 lutego 1922[32][33]
- Krzyż Walecznych[6][34]
- Medal Niepodległości – 20 lipca 1932 „za pracę w dziele odzyskania niepodległości”[35][36][37]
- Srebrny Krzyż Zasługi – 1938 „za zasługi w służbie wojskowej”[38]
- Medal Pamiątkowy za Wojnę 1918–1921[6]
- Medal Dziesięciolecia Odzyskanej Niepodległości[6]
- Medal Zwycięstwa[6][39]